# Fortine
Fortine és una concentració de població designada pel cens dels Estats Units a l'estat de Montana. Segons el cens del 2000 tenia 169 habitants.

## Demografia
Segons el cens del 2000, Fortine tenia 169 habitants, 74 habitatges, i 48 famílies. La densitat de població era de 21,8 habitants per km².
Dels 74 habitatges en un 23% hi vivien nens de menys de 18 anys, en un 51,4% hi vivien parelles casades, en un 10,8% dones solteres, i en un 33,8% no eren unitats familiars. En el 28,4% dels habitatges hi vivien persones soles el 8,1% de les quals corresponia a persones de 65 anys o més que vivien soles. El nombre mitjà de persones vivint en cada habitatge era de 2,28 i el nombre mitjà de persones que vivien en cada família era de 2,82.
Per edats la població es repartia de la següent manera: un 24,3% tenia menys de 18 anys, un 3% entre 18 i 24, un 22,5% entre 25 i 44, un 33,7% de 45 a 60 i un 16,6% 65 anys o més.
L'edat mediana era de 45 anys. Per cada 100 dones de 18 o més anys hi havia 96,9 homes.
La renda mediana per habitatge era de 26.500 $ i la renda mediana per família de 35.625 $. Els homes tenien una renda mediana de 30.625 $ mentre que les dones 31.250 $. La renda per capita de la població era de 13.140 $. Aproximadament el 6% de les famílies i l'11,8% de la població estaven per davall del llindar de pobresa.

## Poblacions més properes
El següent diagrama mostra les poblacions més properes.